# Sílvia Marsó
Sílvia Marsó (Barcelona, 8 de març de 1964) és una actriu catalana de teatre, cinema, televisió i productora teatral (Lamarsó Produce), de llarga trajectòria professional. El seu nom artístic és un homenatge a Marcel Marceau, ja que els seus inicis varen ser a l'Institut del Teatre de Barcelona, a l'escola de Pantomima que dirigia Albert Boadella l'any 1978. La seva carrera professional comença l'any 1979 en diferents mitjans, tant en teatre com al cinema i a la televisió.

## Trajectòria professional
Als catorze anys es matricula a l'Escola de Pantomima de l'Institut del Teatre de Barcelona que dirigia Albert Boadella i la seva primera aparició en públic va ser al barri Gòtic de la Ciutat Comtal al costat d'alguns companys de classe, entre els quals hi havia Paco Mir del Tricicle i Jürgen Müller de La Fura dels Baus. Va ser llavors quan va adoptar el cognom artístic Marsó, en homenatge al mim francès Marcel Marceau. La seva inquietud la va portar a provar sort en diferents gèneres artístics: el teatre independent, els espectacles infantils, la revista i el music hall, sempre sense deixar les classes de formació (interpretació, cant, dansa, recitació i teatre en vers, acrobàcia i expressió corporal).
El 31 de juliol de 1979 debuta com a actriu professional a la companyia de Vicky Lussón amb l'obra d'Alfonso Paso, Los derechos de la mujer. El 1981 treballa per primera vegada davant de les càmeres com a presentadora i cantant al programa d'actuacions musicals, Gent d'aquí, pel circuit català de Televisió Espanyola. El 1982 roda la seva primera pel·lícula a les ordres de Carles Benpar, Escapada final (Scapegoat, títol internacional), protagonitzada per Paco Rabal. Les seves primeres aparicions com a actriu a les sèries de televisió varen ser a Segunda enseñanza de Pedro Masó (1986) i a Turno de oficio (1986-87), d'Antonio Mercero.
Amb la voluntat de seguir perfeccionant-se i creixent com a actriu, des del 1990 refusa importants propostes per a presentar programes de televisió, i se centra en la seva activitat teatral, treballant a les ordres de Miguel Narros, Andrés Lima, Adolfo Marsillach, José Tamayo, José Luis Alonso, Jaime Chávarri, Amelia Ochandiano, Juan Carlos Pérez de la Fuente, Natalia Menéndez, Esteve Ferrer, etc.
Protagonitza, entre d'altres, les obres Yerma, de Federico García Lorca (Premi Melià Recoletos com a millor actriu); Casa de muñecas, de Henrik Ibsen (premis Ercilla i Teatro de Rojas a la millor actriu); Doña Rosita la soltera, de Federico García Lorca (finalista al Fotogramas de Plata com a millor actriu de Teatre); Tres mujeres altas, d'Edward Albee, al costat de María Jesús Valdés (ambdues candidates al Premio Mayte de Teatro el 1995); La gran sultana, de Miguel de Cervantes amb la Compañía Nacional de Teatro Clásico (finalista al Fotogramas de Plata com a millor actriu de Teatre); Hécuba, d'Eurípides, que va estrenar al Festival de Teatro Clásico de Mérida al costat de Margarita Lozano, Blanca Portillo i José Coronado; La loca de Chaillot, de Jean Giraudoux al costat d'Amparo Rivelles i Ni pobre ni rico, sino todo lo contrario, de Tono i Miguel Mihura al costat de Julia Trujillo i Manuel Galiana.
A T'estimo, ets perfecte... ja et canviaré, (Premi Max el 2001 al millor espectacle musical) va tornar a mostrar les seves qualitats com a cantant. A partir del 2004 s'estrena com a productora i actriu als espectacles: Aquí no paga nadie de Dario Fo, al costat de Jordi Rebellón, i Tres versiones de la vida de Yasmina Reza, al costat de José Luis Gil, Joaquín Climent i Carmen Balaguer.
Al cinema destaquen els seus treballs en pel·lícules com: La madre muerta, de Juanma Bajo Ulloa; Amor, curiosidad, prozac y dudas, de Miguel Santesmases, basada en la novel·la de Lucía Etxebarria; Los muertos no se tocan, nene, de José Luis García Sánchez (guió homònim de Rafael Azcona); Myway, d'Antoni Salgot; El gènere femení, de Carles Benpar i Dones, òpera prima de Judith Colell, entre d'altres.

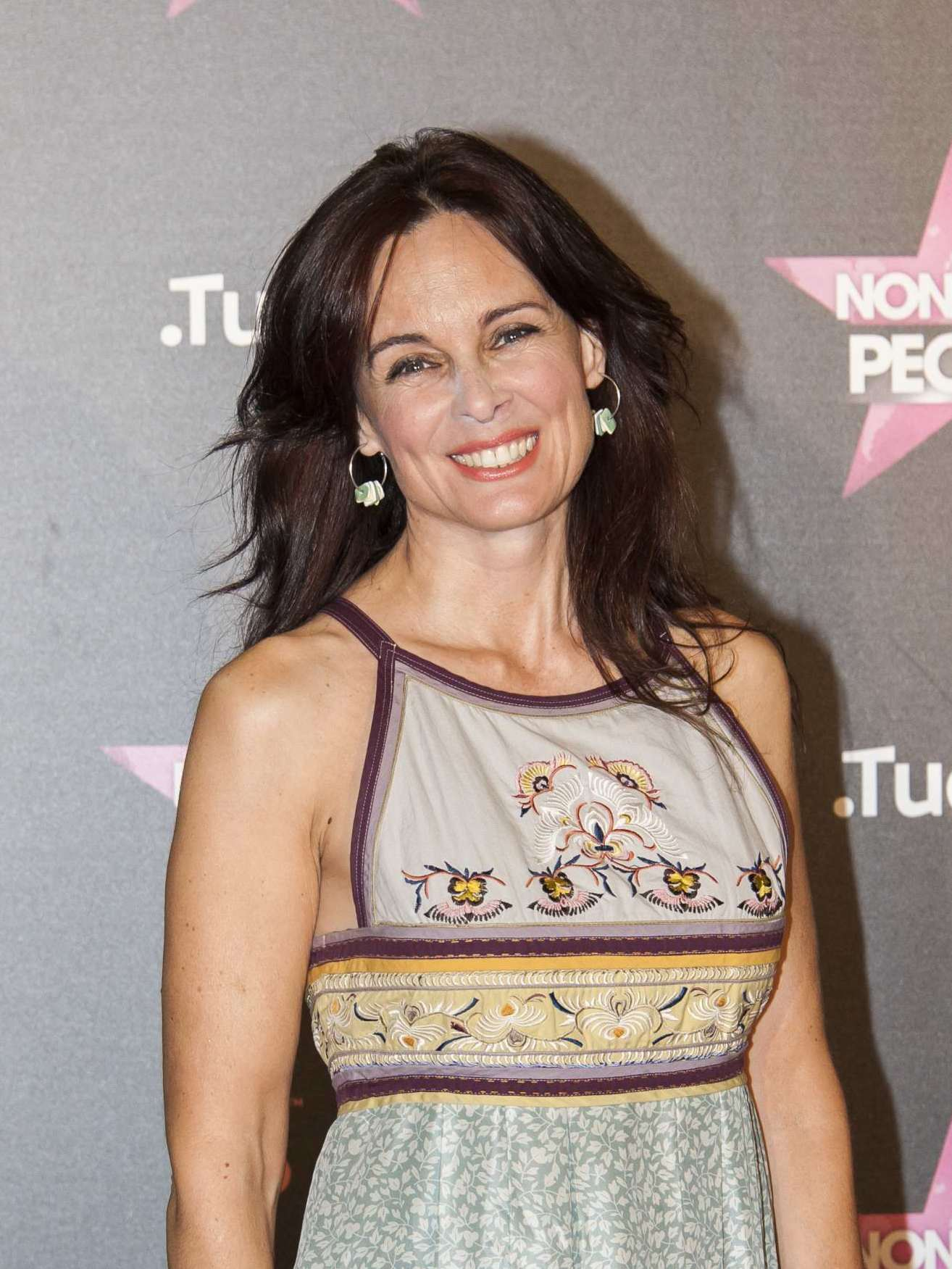
Silvia Marsó el 2015.

Pel que fa a les sèries de televisió, cal destacar les seves interpretacions a Dones d'aigua, d'Antoni Verdaguer, amb Carme Elias i Carme Sansa, Elvira Miranda a El origen, gran reserva; Adriana a Gran Hotel; la malvada Alexia a Ana y los 7; l'ecologista radical Rita a Canguros; i La Conspiración de Pedro Olea, amb guió d'Elias Querejeta. Així com les seves intervencions a La banda de Pérez, de Ricardo Palacios, Mar de dudas, de Manuel Gómez Pereira, Quico el progre, Atrapats, Sota el signe de..., entre d'altres.
Paral·lelament ha participat en l'escriptura dels llibres: ¡Bye bye lágrimas! (1991), amb Carlos Villarrubia i Ginés Liébana Celiacos famosos (Editorial Lo que no existe) (2009); Catalanes en Madrid, 50 miradas desde la Gran Vía (2012), d'Anabel Abril: Aula 25 (2013) Escola 25 de setembre (2013).

## Filmografia principal
Entre els seus diferents treballs poden esmentar-se els següents:

### Televisió
- 2019-2020: Merlí "Sapere Aude" en el paper d'Ester
- 2017: Tu cara me suena. Convidada especial, imitant a Luz Casal. Antena 3
- 2013: Gran reserva, el origen, d'Antonio Hernandez, en el paper d'Elvira Miranda
- 2012: Gran Hotel, de Sílvia Quer, Jorge Torregrosa i Max Lemcke, en el paper d'Adriana
- 2012: La conspiracion, en el paper de Dña. Consuelo, dirigida per Pedro Olea
- 2011: Atrapats, a TV3, dirigida per Miquel Puertas
- 2008: El porvenir es largo, en el paper de Marga
- 2007: Hermanos y detectives en el paper de la doctora Ferreira
- 2002-2004: Ana y los siete, en el paper d'Alexia Vázquez de Castro, dirigida per Eva Lesmes
- 1998: Sota el signe de..., sèrie de TV3, paper en el capítol "Aquari" dirigit per Carles Balagué
- 1998: Manos a la obra, en el paper de Noelia
- 1997: Dones d'aigua, a TV3, dirigida per Antoni Verdaguer
- 1994: Canguros, interpretant el papel de Rita, dirigida per Pepe Ganga
- 1993: Sublime decision, de Miguel Mihura, dirigida per Fernando Delgado
- 1989:  Ocho mujeres, a l'espai Primera funció
- 1987: Harem dirigida per William Halle, amb Ava Gardner i Omar Sharif
- 1986: Turno de oficio, dirigida per Antonio Mercero
- 1986: Històries de cara i creu a TV3, dirigida per Antoni Chic
- 1986: Turno de oficio, dirigida per Antonio Mercero
- 1985: Segunda enseñanza, d'Ana Diosdado, dirigida per Pedro Masso, interpretant el paper de Mari Paz
- 1985: La comedia musical española, interpretant Las Leandras, El sobre verde i El gordo de Navidad
- 1984-1985: Los sabios, a TVE - Concurs infantil,, que presentà en substitució d'Isabel Gemio
- 1984: Y sin embargo...te quiero, on substituí Pastora Vega en les tasques de presentació, juntament amb Ignacio Salas, Guillermo Summers i Carme Elias
- 1983-1984: Un, dos, tres... responda otra vez, dirigit per Narciso Ibañez Serrador, ballerina, cantant i hostessa del programa
- 1981: Gent d'aquí, presentadora i cantant del programa, a Televisió de Catalunya

### Cinema
- 2018: Sin novedad, de Miguel Berzal de Miguel, amb Silvia Espigado, Fernando Guillen Cuervo, Gonzalo Castro, Esmeralda Moya
- 2014: Búhos, de Roberto Santiago, dintre del treball col·lectiu Mapas de recuerdos de Madrid
- 2014: Solo química, d'Alfonso Albacete, amb Ana Fernández, Alejo Sauras i José Coronado.
- 2014: Sólo química, d'Alfonso Albacete
- 2013: Gente en sitios, de Juan Cavestany
- 2012: Mi pasión por David, d'Iván Zuluaga
- 2011: Los muertos no se tocan nene, de Jose Luis García Sánchez
- 2011: Gènere femení, de Carles Benpar
- 2010: La noche que no acaba d'Isaki Lacuesta
- 2008: Pájaros muertos, de Guillermo i Jorge Sempere
- 2007: My Way, de Toni Salgot
- 2007: Freedomless, de Xoel Pamos
- 2007: Angeles S.A., d'Eduard Bosch
- 2005: Cuadrilátero, de José Carlos Ruiz
- 2002: Dones, de Judith Colell
- 2001: Amor, curiosidad, prozak y dudas, de Miguel Santesmases, basat en la novel·la de Lucía Etxebarria
- 1994: La madre muerta, de Juanma Bajo Ulloa

### Teatre
- 2019: El gran mercado del mundo, de Pedro Calderón de la Barca, direcció de Xavier Albertí, en el paper de Culpa. Nacional de Catalunya i Compañía Nacional de Teatro Clásico.
- 2017-2019: 24 hores a la vida d'una dona, de Stefan Zweig. Aptació teatral de C. Khandjian & S. Ly-Cuong i música original de Sergei Dreznin, amb direcció d'Ignacio García i Felipe Ansola i Germán Torres. (Estrena 13 desembre al Teatro de La Abadia de Madrid) Premio Broadway World Spain 2018 com a millor musical de petit format.
- 2019: Silvia Marsó: Premio VALLE INCLÁN 2019 i Premis de Teatre musical 2018 com a millor actriu.
- 2016: La puerta de al lado, de Fabrice Roger Lacan, amb direcció de Sergio Peris-Mencheta.
- 2014: El zoo de cristal, de Tennessee Williams, amb direcció de Francisco Vidal, interpretant Amanda Winfield.
- 2013:  Capitalismo, hazles reir, de Juan Cavestany, dirigida per Andrés Lima
- 2012: Yerma, de Federico García Lorca, dirigida per Miguel Narros. Encarnant Yerma
- 2010: Casa de muñecas, de Henrik Ibsen, amb direcció d'Amelia Ochandiano. Premi Ercilla i Teatre Rojas com a millor actriu 2010. Encarnant Nora
- 2007: Tres versiones de la vida, de Yasmina Reza, actriu i productora, amb direcció de Natalia Menendez.
- 2006: Aquí no paga nadie, de Dario Fo, actriu i productora, amb direcció d'Esteve Ferrer.
- 2001: Te quiero, eres perfecto...ya te cambiaré. Premi Max millor musical 2001, direcció d'Esteve Ferrer.
- 1998: Doña Rosita, la soltera, de Federico García Lorca, amb direcció de José Tamayo, encarnant Doña Rosita.
- 1997: Don Juan Tenorio, de José Zorrilla, amb direcció de José Guirau.
- 1996: Cartes d'amor, de A. R. Gurney direcció Josep Maria Mestres.
- 1995: Tres mujeres altas, d'Edward Albee, amb direcció de Jaime Chavarri.
- 1992: La gran sultana, de Miguel de Cervantes, amb direcció d'Adolfo Marsillach, encarnant La Gran Sultana (Compañia Nacional de teatro Clasico).
- 1991: La dama del alba, d'Alejandro Casona, amb direcció de Juan Carlos Perez de la Fuente
- 1990: Hecuba, d'Eurípides, amb direcció d'Emilio Hernández.
- 1989: La loca de Chaillot, de Jean Giraudoux, amb direcció de Jose Luis Alonso.
- 1988: El extranjero, de Larry Shues, amb direcció de José Osuna.
- 1987: Ni pobre ni rico sino todo lo contrario, de Miguel Mihura, amb direcció de José Osuna.
- 1986: Búscame un tenor, de Ken Ludwig, amb direcció d'Alexander Herold.

## Premis i candidatures
- 2019: Nominació al Premio Valle Inclán
- 2011: Premi Ercilla millor actriu per Casa de muñecas
- 2011: Premi Teatro Rojas millor actriu per Casa de muñecas
- 2006: Nominada al Premio Chivas Telón com a millor actriu de comèdia per Aquí no paga nadie
- 2001: Menció especial del jurat a les actrius protagonistes en el Festival de Cinema de Màlaga per la pel·lícula Amor, curiosidad, prozak y dudas
- 1998: Finalista premi Fotogramas de Plata com a millor actriu de teatre per l'obra Doña Rosita, la soltera
- 1995: Nominada al Premi Mayte de teatre per l'obra Tres mujeres altas
- 1995: Nominada per Unión de Actores com a millor actriu, per la sèrie Canguros
- 1994: Nominada al Premi Mayte de teatre per l'obra El amor es un potro desbocado
- 1992: Finalista del Premi Fotogramas de Plata com a millor actriu de teatre per l'obra La gran sultana
- 1986: Premi Ercilla de teatre com a actriu revelació per Búscame un tenor